# I. e. 30. század
| Évezredek i.e. | 10. | 9. | 8. | 7. | 6. | 5. | 4. | 3. | 2. | 1. | Időszámítás kezdete | 1. | 2. | 3. | 4. | 5. | 6. | 7. | 8. | 9. | 10. | Évezredek i.sz. |

## Események
- A holocén éghajlati optimum (wd) vége, kisebb lehűlés kezdődik az északi tájakon, ami szárazsághoz vezet Észak-Afrikában – a Szahara rohamos sivatagosodása.
- Alsó-Egyiptomi és Felső-Egyiptomi királyságok kialakulása.
- Kis államok létrejötte Kínában, Huangho-völgy.
- A kínai huszonnégy történet kezdete.
- Trója alapítása.
- A Sumér városok megalakulása, első sumér fémeszközök gyártása.
- Bali szigetének benépesítése.
- A bantuk szétrajzásának kezdete.
- A callanishi állókövek felállítása.
- Stonehenge első változatának elkészítése.
- A buharai oázis első lakóinak megjelenése.

## Fontos személyek
- I. dinasztia tagjai
  - Ménész
- Ötzi - európai vadász

## Találmányok, felfedezések
- A sumer piktografikus írás további alakulásával létrejön a „proto-ékírás”, amelyben már csak egyenes vonalak vannak, de a vonalak még nem ék formájúak.
- A proto-elámi piktografikus írás megjelenése.
- A mezőgazdaság kezdetei Dánia területén.

## Művészetek
- Anedzsib sírja
- A szögmozaik és a plánkonvex tégla megjelenése Egyiptomban.
- Kultikus szobrocskák, állatszobrok.